# Золотий півник
«Золотий півник» (рос. Золотой петушок) — опера на 3 дії з прологом і епілогом російського композитора Миколи Андрійовича Римського-Корсакова. Лібрето опери на основі віршів Олександра Пушкіна створив В. І. Бєльський. Текст казки збережений в опері з мінімальним виправленням, але зі значними доповненнями, які, у свою чергу також написані в стилі оригіналу. Перша постановка була здійснена у Москві, театр С. Зіміна, 24 вересня 1909 року п/к Е. Купера; у Большому театрі, 6 листопада 1909 р. п/к В. Сука (А. Нєжданова — Шемаханська цариця).

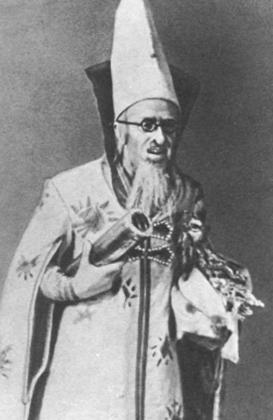
Володимир Пікок^{d} у ролі Мудреця, 1909 р.

Крім чотирьох головних персонажів казки (Цар, Мудрець, Цариця та Півник) в опері з'явилися ще двоє: Воєвода й Ключниця, а два царевичі знайшли імена: Гвидон (з іншого твору Пушкіна) і Афрон. Опера ділиться на три акти, дія яких розвертається в палатах Додона, у таборі Шемаханской цариці й у передмісті Додонової столиці відповідно. Також в опері є пролог й епілог, єдина дійова особа яких — Мудрець.
У Київській опері «Золотий півник» ставили у 1980-х роках в українському перекладі Солошина.